# SHS in het seizoen 1956/57
Het seizoen 1956/1957 was het derde jaar in het bestaan van de Haagse betaaldvoetbalclub SHS. De club kwam uit in de Eerste divisie B en eindigde daarin op de 10e plaats. Tevens deed de club mee aan het toernooi om de KNVB beker, hierin werd in de kwartfinale verloren van Fortuna '54 (2–3).

## Wedstrijdstatistieken

### Eerste divisie B
|       | AGOVV | Blauw-Wit | D.F.C. | EBOH  | EDO   | Excelsior | Fortuna | Helmond | Hermes DVS | RCH   | Rigtersbleek | Sittardia | Stormvogels | Vitesse | Volendam |
| ----- | ----- | --------- | ------ | ----- | ----- | --------- | ------- | ------- | ---------- | ----- | ------------ | --------- | ----------- | ------- | -------- |
| Thuis | 3 – 1 | 3 – 4     | 4 – 4  | 2 – 2 | 0 – 1 | 1 – 1     | 3 – 0   | 2 – 2   | 1 – 1      | 1 – 1 | 3 – 3        | 0 – 3     | 2 – 4       | 4 – 3   | 2 – 0    |
| Uit   | 2 – 1 | 0 – 2     | 1 – 0  | 1 – 1 | 2 – 4 | 0 – 4     | 1 – 4   | 4 – 1   | 1 – 3      | 0 – 0 | 3 – 2        | 4 – 3     | 1 – 1       | 4 – 1   | 5 – 0    |

### KNVB beker
| 1e ronde                                                          | COAL                                                                | 0 – 7 (0 – 2)                                  | SHS                                                                         |
| 8 september 1956 Plaats: Rotterdam Sportterrein aan de Oldegaarde |                                                                     |                                                | 3', 30', –', –' Arie de Wit 47' Jan van Geen 75' Piet Grootveld Piet Dekker |
| 2e ronde                                                          | UVS                                                                 | 2 – 2 (0 – 0) Winst op basis van uitdoelpunten | SHS                                                                         |
| 13 oktober 1956 Plaats: Leiden Wassenaarseweg                     | Jan Verkuijlen 75' Jacques van Leeuwen 83' (pen.)                   |                                                | 57' Wout Zuidgeest 76' Arie de Wit                                          |
| 3e ronde                                                          | SVV                                                                 | 1 – 2 (0 – 1)                                  | SHS                                                                         |
| 26 december 1956 Plaats: Schiedam Frankelandsedijk                | Jan Huntink 85'                                                     |                                                | 35', 70' Cock Clavan                                                        |
| 4e ronde                                                          | SHS                                                                 | 4 – 2 (2 – 1)                                  | Be Quick                                                                    |
| 3 maart 1957 Plaats: Den Haag Houtrust                            | Piet Dekker 18' Piet Grootveld 30' Jan van Geen 78' Cock Clavan 90' |                                                | 29' Jan Fabels 67' Wim van Dalsum                                           |
| Kwartfinale                                                       | SHS                                                                 | 2 – 3 (1 – 2)                                  | Fortuna '54                                                                 |
| 24 april 1957 Plaats: Den Haag Houtrust                           | Jan van Geen 35', 40' (pen.)                                        |                                                | 28' Bart Carlier 65' Wim Huis 86' Henk Angenent                             |

## Statistieken SHS 1956/1957

### Eindstand SHS in de Nederlandse Eerste divisie B 1956 / 1957
| Stand | Gespeeld | Gewonnen | Gelijk | Verloren | Punten | Doelpunten voor | Doelpunten tegen |
| ----- | -------- | -------- | ------ | -------- | ------ | --------------- | ---------------- |
| 10e   | 30       | 9        | 10     | 11       | 28     | 58              | 59               |

### Topscorers
| #                 | Naam              | Goal |
| ----------------- | ----------------- | ---- |
| 1.                | Jan van Geen      | 27   |
| 2.                | Arie de Wit       | 14   |
| 3.                | Piet Dekker       | 9    |
| 4.                | Cock Clavan       | 2    |
| 4.                | Cees IJspelder    | 2    |
| 6.                | Gerrit Beekhuizen | 1    |
| 6.                | Piet Grootveld    | 1    |
| 6.                | Loe Willems       | 1    |
| Onbekend doelpunt |                   |      |
| –                 | Onbekend          | 1    |
| Totaal            | Totaal            | 58   |

| #      | Naam           | Goal |
| ------ | -------------- | ---- |
| 1.     | Arie de Wit    | 5    |
| 2.     | Jan van Geen   | 4    |
| 3.     | Cock Clavan    | 3    |
| 4.     | Piet Dekker    | 2    |
| 4.     | Piet Grootveld | 2    |
| 6.     | Wout Zuidgeest | 1    |
| Totaal | Totaal         | 16   |